# Aerovironment RQ-20 Puma
Aerovironment RQ-20 Puma är en stridsteknisk UAV tillverkad av Aerovironment och används för spaning och underrättelseinhämtning. Den startas genom att kastas och styrs med en handhållen kontrollenhet (gemensam med UAV04 Svalan / UAV05A Svalan).

## Användare
- Sverige
- USA

### Användning i svenska Försvarsmakten
Den svenska militära beteckningen på Puma är UAV 05B Korpen. Den är operativ sedan 2013, hur många system Försvarsmakten anskaffat är okänt.